# Somebody to Love (singel Justina Biebera)
Somebody to Love (pol. Ktoś do kochania) - czwarty singel kanadyjskiego piosenkarza Justina Biebera, pochodzący z jego pierwszego albumu studyjnego My World 2.0. Jego producentem jest The Stereotype. Gościnnie w piosence występuje Usher. Piosenkę wydano 20 kwietnia 2010 w Stanach Zjednoczonych, 24 maja w Australii, 31 maja w Wielkiej Brytanii, 25 czerwca w Nowej Zelandii, 29 czerwca w Stanach Zjednoczonych i 18 sierpnia w Japonii.